# Rocky Glen State Park
Rocky Glen State Park ist ein State Park im US-Bundesstaat Connecticut auf dem Gebiet der Gemeinde Newtown am Pootatuck River. 

## Geographie
Der Park erstreckt sich von Süden nach Norden entlang des Westufers des Pootatuck Rivers, der in dem Gebiet zweimal kleine Staumauern aufweist und dadurch romantische Wasserfälle zur Schau stellt. Der Park ist hauptsächlich durch die Hänge des Walnut Hill geprägt.
Im Gebiet gab es früher eine Goldmine, deren Schacht inzwischen jedoch verfüllt ist, und eine Gummi-Fabrik.

## Freizeitmöglichkeiten
Die beliebteste Attraktion des Parks sind die Kaskaden, zu denen Wanderwege führen. Dies ist vor allem Al's Trail, ein Wanderweg durch Newtown.